# Pleurothallis maculata
Pleurothallis maculata är en orkidéart som beskrevs av Nicholas Edward Brown. Pleurothallis maculata ingår i släktet Pleurothallis och familjen orkidéer. Inga underarter finns listade i Catalogue of Life.